# Antonio Mancuso
Pour les articles homonymes, voir Mancuso.
 (novembre 2018).
 (novembre 2018).
Si vous disposez d'ouvrages ou d'articles de référence ou si vous connaissez des sites web de qualité traitant du thème abordé ici, merci de compléter l'article en donnant les références utiles à sa vérifiabilité et en les liant à la section « Notes et références ».
Antonio Mancuso est un scénariste italien ayant beaucoup travaillé pour l'éditeur Universo en Italie et dont la production est parue essentiellement en petit format en France.

## Biographie
- années 1950-60 : il est l’auteur avec le dessinateur Lino Jeva de la série Jimmy Jet (parue en France dans Akim).
- années 1960-70 : scénarios de Les Laramy de la vallée série qui retrace la vie quotidienne d’une famille de colons dans l’ouest, dessinée par Erio Nicolo pour Il Monello et parue chez nous dans plusieurs revues des Éditions Lug (Spécial rodéo, Ombrax, Nevada, Spécial Kiwi, Fiesta, etc. ).
- 1965 : il crée Billy Bis qui relate les exploits d’un agent secret play-boy travaillant pour l’ONU, bande créée avec Loredano Ugolini dans L'Intrepido et parue en France dans le titre éponyme aux éditions Jeunesse et vacances. On doit également au duo Tony Gagliardo (Flash Spécial paru dans Safari, Pirates ou Akim).
- 1971 :il imagine Ghibli avec le dessinateur Lino Jeva, qui met en scène le détective privé Tom Wilder.
- 1974 à 1981 : Black Jack un western dessiné par Franco Devescovi pour le titre Albo des éditions Universo et dans lequel un homme révolté qui déteste la violence tente de rendre justice à sa manière avec l’aide du sympathique mexicain Sagaro (paru en France dans Apaches, Pistes Sauvages et El Bravo de 1977 à 1982 ).
- 1980 : Stray Dog, avec Lino Jeva, qui relate les aventures d’un métis (fils d’une indienne et de Wild Bill !) injustement accusé d’un crime, publiées en Italie dans Il Intrepido et en France dans El Bravo de 1981 à 1983.

On lui doit aussi Tiger Kiss (un agent secret britannique play boy dans les années 1970) et Alamo Kid (un agent fédéral amateur de femmes et de vodka affronte des criminels dans l'ouest de la fin du XIXe siècle) avec Giuseppe Montanari et Vincenzo Monti pour Lanciostory, ces deux dernières séries étant parues dans Karacal et Super West de Sagédition.